# Bátonyterenyei járás
A Bátonyterenyei járás Nógrád vármegyéhez tartozó járás Magyarországon, amely 2013-ban jött létre. Székhelye Bátonyterenye. Területe 215,45 km², népessége 21 590 fő, népsűrűsége pedig 100 fő/km² volt 2013. elején. 2013. július 15-én egy város (Bátonyterenye) és hét község tartozott hozzá.
A Bátonyterenyei járás a 2013-ban teljesen újonnan létrehozott járások közé tartozik. Bátonyterenye (illetve se Nagybátony, se Kisterenye) korábban soha nem volt járási székhely, azonban 1984-től városi jogú nagyközségként, majd 1989-től városként közigazgatási körzetközponti szerepet töltött be.

## Települései
| Település      | Rang (2013. július 15.) | Közös hivatal  | Kistérség (2013. január 1.) | Népesség (2013. január 1.) | Terület (km²) |
| -------------- | ----------------------- | -------------- | --------------------------- | -------------------------- | ------------- |
| Bátonyterenye  | járásszékhely város     |                | Bátonyterenyei              | 12 764                     | 78,92         |
| Dorogháza      | község                  | Mátramindszent | Bátonyterenyei              | 1 101                      | 17,68         |
| Mátramindszent | község                  | Mátramindszent | Bátonyterenyei              | 842                        | 16,73         |
| Mátranovák     | község                  | Mátraterenye   | Bátonyterenyei              | 1 730                      | 26,97         |
| Mátraterenye   | község                  | Mátraterenye   | Bátonyterenyei              | 1 867                      | 28,13         |
| Mátraverebély  | község                  |                | Bátonyterenyei              | 1 958                      | 18,4          |
| Nemti          | község                  | Mátraterenye   | Bátonyterenyei              | 743                        | 11,06         |
| Szuha          | község                  | Mátramindszent | Bátonyterenyei              | 585                        | 17,56         |

## Története
A Bátonyterenyei járás azon 2013-ban létrehozott járások közé tartozik, melyeknek nincs 1984 előtti előzménye.
1983-ban teljes területe a Salgótarjáni járáshoz tartozott. 1984 és 1989 között Bátonyterenye nagyközségkörnyék-központ, majd 1990-ig városkörnyékközpont, 1994 és 2012 között pedig kistérségi központ volt, vonzáskörzete azonban mindig nagyobb volt a 2013-tól működő járásnál.